# Teri Moïse
Teri Moïse (Los Angeles, 25 maart 1970 – Madrid, 7 mei 2013) was een Amerikaans soulzangeres en songschrijfster van Haïtiaanse afkomst. Haar stijl is beïnvloed door het Franse chanson, folk en pop.
Moïse groeide op in de achterstandswijk South Central in Los Angeles. Na haar middelbare school ging zij economie studeren aan de Universiteit van Californië - Berkeley. In 1990 vertrok zij als au pair naar Parijs, en studeerde tevens letteren aan de Sorbonne. Hier begon zij basgitaar te spelen in verschillende bands en groepen. Na terugkeer in de Verenigde Staten schreef zij zich in bij het Los Angeles Musician Institute, waar zij haar studie in 1992 voltooide.
Vervolgens vestigde zij zich opnieuw in Parijs. In 1996 verscheen haar eerste, titelloze, cd met Franstalige nummers. De single Les poèmes de Michelle werd een grote hit in Frankrijk in 1997. In datzelfde jaar won zij de Victoire de la musique, een belangrijke Franse muziekprijs, voor de beste Franstalige artiest van dat jaar. In 1999 verscheen een tweede album, eveneens titelloos.
In mei 2013 werd haar lichaam levensloos teruggevonden in een hotelkamer in Madrid. Ze was 43 jaar.

## Discografie
- Teri Moïse (album, 1996)
- Teri Moïse (album, 1999)

- Bibliothèque nationale de France: cb13993761v (data)
- International Standard Name Identifier: 0000 0000 0321 2288
- MusicBrainz: f2340fa1-9cc8-4d5d-b10c-cca57045048e
- SNAC: w6g741h7
- Virtual International Authority File: 32193457